# Флаг Котловки
Флаг внутригородского муниципального образования муниципальный округ Котло́вка в Юго-Западном административном округе города Москвы Российской Федерации — опознавательно-правовой знак, служащий официальным символом муниципального образования.
Первоначально данный флаг был утверждён 28 сентября 2004 года решением муниципального собрания муниципального образования Котловка № 7/4 как флаг муниципального образования Котловка.
Законом города Москвы от 11 апреля 2012 года № 11, муниципальное образование Котловка было преобразовано в муниципальный округ Котловка.
Решением Совета депутатов муниципального округа Котловка от 1 марта 2016 года № 3/1, данный флаг был утверждён флагом муниципального округа Котловка.

## Описание
«Флаг муниципального округа Котловка представляет собой двустороннее, прямоугольное полотнище с соотношением сторон 2:3.
К верхнему краю полотнища прилегает жёлтый опрокинутый ступенчатый треугольник, высота которого равна 1/2 ширине полотнища.
В остальной зелёной части полотнища помещено изображение белого волнистого вилообразного креста, концы которого прилегают к нижнему и боковым краям полотнища. Толщина концов креста равна 1/10 длины (3/20 ширины) полотнища. Высота креста составляет 11/16 ширины полотнища».

## Обоснование символики
Опрокинутый ступенчатый треугольник символизирует топографический характер местности, которая как бы образует террасами котёл. Современное наименование муниципального образования происходит от названий реки Котловки и великокняжеского села Котлы, располагавшегося в этой местности ещё в XIV веке.
Белый волнистый крест символизирует реки Котловку и Бекетовку, крестообразно протекающие по территории муниципального образования.